# Shaikha Nasser Al Nowais
Shaikha Nasser Al Nowais é uma ilustre líder em turismo e hospitalidade mundial,
tendo experiência local em governança corporativa, contabilidade, sustentabilidade
e desenvolvimento econômico. Mais importante ainda, ela é a primeira mulher a ser eleita Secretária-Geral da OMT. Ela se formou na Universidade de Zayed com um
diploma de bacharel em Ciências Empresariais - Finanças em 2006.
Como vice-presidente corporativa de relações com proprietários da Rotana, ela gerenciou equipes para liderar parcerias estratégicas, inclusão, desenvolvimento e muito mais. Nesse trabalho, ela desempenhou um papel fundamental na melhoria da eficiência operacional e apoiou iniciativas de turismo sustentável em várias
regiões, como o Oriente Médio, África, Europa Oriental e Turquia.
Além do setor de hospitalidade, também exerce funções de liderança em outras áreas. É a presidente do Grupo de Trabalho de Turismo na Câmara de Abu Dhabi, membro do Conselho de Mulheres de Negócios de Abu Dhabi e do conselho consultivo do Conselho de Turismo dos Emirados Árabes Unidos. Também integra o Conselho de Curadores da Les Roches Hospitality Academy. Nesses papéis, atua na promoção de políticas públicas, inclusão econômica e educação no setor.

## Secretária-Geral Eleita da OMT (2026-2029)
Em abril 2025, foi anunciado que os Emirados Árabes Unidos haviam indicado Shaikha para o cargo de Secretária-Geral da Organização Mundial do Turismo (OMT), para o período de 2026 a 2029.
"Criar um envolvimento na reinvenção do turismo mundial por meio da sustentabilidade, da inovação e do crescimento econômico inclusivo"
Graduada em Finanças pela Universidade de Zayed, Al Nowais tem mais de 16 anos de experiência profissional no setor de hospitalidade na rede corporativa, o que a equipou com uma visão estratégica para promover e apoiar iniciativas globais de turismo.
Sua visão para a candidatura a Secretária-Geral da Organização Mundial do Turismo (OMT) se concentra em sustentabilidade, transformação digital, capacitação econômica, governança ética e artes e cultura, com o objetivo de criar um ecossistema em que o turismo como catalisador se concentre na inclusão para a prosperidade global.
Nomeada pelo Ministério da Economia dos Emirados Árabes Unidos e pelo Ministério das Relações Exteriores, Shaikha Al Nowais dedica-se à sustentabilidade e ao avanço econômico. Com experiência em hotelaria, governança e política, ela é uma candidata com ideias progressistas e visão de futuro. Shaikha está preparada para liderar a Organização Mundial do Turismo (OMT) em uma nova era caracterizada pela inovação e resiliência. Sua candidatura visa garantir que o turismo internacional tenha um futuro sustentável, inclusivo e amplamente tecnológico.

## Ligações Externas
- Website oficial da candidatura
- Acesse Política – ONU terá primeira mulher árabe a disputar cargo para secretária-geral do Turismo
- eTurboNews – Who is Shaikha Nasser Al Nowais, the UAE Candidate for UN-Tourism Secretary General?
- France 24 – Can tourism ever be sustainable?
- Grazia Magazine – Who Is Shaikha Nasser Al Nowais? Meet The First Emirati Woman Nominated For A UNWTO Leadership Role
- Infobae España – Shaikha Al Nowais, candidata a la Secretaría General de ONU Turismo: “Muchos países pueden aprender de lo que España ha hecho en el sector turístico”
- Mensajero – "Quiero que la ONU Turismo pase de ser reactiva a transformadora."
- MSNBC – Meet the business leader who could become the first woman to lead global tourism at the U.N.
- Panrotas – Conheça Shaikha Al Nowais, 1ª mulher árabe na disputa da ONU Turismo
- Politico – Will a Woman Finally Lead Global Tourism at the UN?
- The National – Emirati to run for secretary general of UN Tourism
- Women in Family Business – Rotana - Preparing for the Unexpected